# ASFA Yennenga
El Association Sportive du Faso-Yennenga es un equipo de fútbol de Burkina Faso que milita en la Primera División de Burkina Faso, categoría mayor de fútbol en el país, con sede en Uagadugú. 
Fue creado en 1947, en 1973 ganaron la liga con el nombre de Jeanne d'Arc.

## Palmarés
- Primera División de Burkina Faso: 13

1973, 1989, 1995, 1999, 2002, 2003, 2004, 2006, 2009, 2010, 2011, 2012, 2013
- Copa de Burkina Faso: 4

1991, 2009, 2013, 2021
- Copa Líderes de Burkina Faso: 7

1989, 1990, 1994, 1995, 2000, 2001, 2002.
- Supercopa de Burkina Faso: 2

2001–02, 2008–09.
- Campeonato de Clubes del Oeste de África: 1

1999.

## Participación en competiciones de la CAF
| Temporada | Torneo                            | Ronda            | Club             | Casa | Visita | Global      |
| --------- | --------------------------------- | ---------------- | ---------------- | ---- | ------ | ----------- |
| 1973      | Copa Africana de Clubes Campeones | 1                | Mighty Jets      | 1-2  | 1-0    | 2-2 (a)     |
| 1990      | Copa Africana de Clubes Campeones | Preliminar       | ASKO Kara        | 0-1  | 0-2    | 0-3         |
| 1991      | Recopa Africana                   | 1                | Asante Kotoko    | 1-0  | 0-1    | 1-1 (3-2 p) |
| 1991      | Recopa Africana                   | 2                | AS Marsa         | 3-1  | 0-1    | 3-2         |
| 1991      | Recopa Africana                   | Cuartos de final | Power Dynamos FC | 1-1  | 0-0    | 1-1 (a)     |
| 1992      | Recopa Africana                   | 1                | USM Libreville   | 0-0  | 0-2    | 0-2         |
| 1993      | Copa CAF                          | 1                | Zumunta AC       | 0-2  | 1-1    | 1-3         |
| 1996      | Copa Africana de Clubes Campeones | 1                | Ashanti Gold SC  | 1-1  | 1-4    | 2-5         |
| 1998      | Copa CAF                          | 1                | Jasper United    | 2-2  | 0-0    | 2-2 (a)     |
| 2000      | Liga de Campeones de la CAF       | 1                | Djoliba AC       | 2-2  | 1-1    | 3-3 (a)     |
| 2002      | Copa CAF                          | 1                | ASC Ndiambour    | 1-1  | 0-0    | 1-1 (a)     |
| 2003      | Liga de Campeones de la CAF       | 1                | ASC Jeanne d'Arc | 1-0  | 0-2    | 1-2         |
| 2004      | Liga de Campeones de la CAF       | Preliminar       | Julius Berger FC | 3-2  | 0-0    | 3-2         |
| 2004      | Liga de Campeones de la CAF       | 1                | USM Alger        | 2-2  | 1-8    | 3-10        |
| 2005      | Liga de Campeones de la CAF       | Preliminar       | TP Mazembe       | 2-0  | 0-2    | 2-2 (5-4 p) |
| 2005      | Liga de Campeones de la CAF       | 1                | Ajax Cape Town   | 1-0  | 0-1    | 1-1 (3-5 p) |
| 2007      | Liga de Campeones de la CAF       | Preliminar       | Nasarawa United  | 1-1  | 0-2    | 1-3         |
| 2010      | Liga de Campeones de la CAF       | Preliminar       | Stade Mandji     | 4-1  | 2-0    | 6-1         |
| 2010      | Liga de Campeones de la CAF       | 1                | Espérance ST     | 1-4  | 1-3    | 2-7         |
| 2011      | Liga de Campeones de la CAF       | Preliminar       | Fello Star       | 3-0  | 1-1    | 4-1         |
| 2011      | Liga de Campeones de la CAF       | 1                | ES Sétif         | 0-2  | 3-4    | 3-6         |
| 2012      | Liga de Campeones de la CAF       | Preliminar       | ASO Chlef        | 0-0  | 1-4    | 1-4         |
| 2013      | Liga de Campeones de la CAF       | Preliminar       | ASPAC FC         | 1-1  | 1-1    | 2-2 (5-4 p) |
| 2013      | Liga de Campeones de la CAF       | 1                | ES Sétif         | 2-1  | 2-4    | 4-5         |
| 2014      | Liga de Campeones de la CAF       | Preliminar       | Diambars         | 1-0  | 0-1    | 1-1 (4-2 p) |
| 2014      | Liga de Campeones de la CAF       | 1                | ES Sétif         | 0-0  | 0-5    | 0-5         |
| 2021/22   | Copa Confederación de la CAF      | 1                | FC San Pédro     | 0-0  | 2-1    | 2-1         |
| 2021/22   | Copa Confederación de la CAF      | 2                | Binga FC         | 1-0  | 0-1    | 1-1 (6-7 p) |

## Jugadores

### Jugadores destacados
| - Ibrahim Gnanou - Jean-Michel Liade Gnonka - Mohamed Kaboré - Brahima Korbeogo - Ismaël Koudou - Abdramane Ouattara - Moussa Ouattara | - Hamado Ouedraogo - Saidou Panandétiguiri - Issouf Sanou - Abdoulaye Soulama - Amadou Touré - Ousmane Traoré | - Ismael Alassane - Jimmy Bulus - Kossi Noutsoundje |

## Entrenadores
- Gugliermo Arena (2003)[4]
- Dan Anghelescu (2006–07)
- Cheick Oumar Koné
- Michel Kigomo
- Moussa Sanogo (2021)[2]
- Albert Bambara (2021-)[2]